# Invista
Invista (Eigenschreibweise INVISTA), mit Hauptsitz Wichita (Kansas) in den Vereinigten Staaten, ist ein Hersteller von Fasern, Granulaten und deren Zwischenprodukten mit etwa 10.000 Mitarbeitern in über 20 Ländern. Das Vorgängerunternehmen DuPont Textiles and Interiors war aus DuPonts Textilfaser-Zweig im Februar 2003 entstanden. Das neue Unternehmen bekam den eingetragenen Namen INVISTA und wurde am 30. April 2004 für 4,2 Milliarden US-Dollar an die in Privatbesitz befindliche Koch Industries verkauft. Koch Industries kombinierte die neu erworbene Organisation mit ihrem Tochterunternehmen KoSa, um Invista zu vervollständigen.

## Geschäftstätigkeiten
Die Invista-Produkte umfassen einige Marken, darunter ist auch Cordura.
2008 verklagte Invista das Chemie-Unternehmen Rhodia auf Diebstahl und widerrechtliche Verwendung chemischer Prozesstechnologie zur Herstellung von Nylon 6.6.
Im Februar 2009 meldete Invista einen Refinanzierungs- und Kapitalisierungsplan, der seine Schulden um 1,6 Milliarden US-Dollar gegenüber dem Juni des Vorjahres verringert hatte. Im selben Jahr war Invista Sponsor bei der Einführung der wöchentlichen Mode-Publikation WWDChina Week in Review. Ebenfalls im Jahr 2009 stimmte Invista einer Zahlung von 1,7 Millionen US-Dollar Zivilstrafe zu und gab bis zu 500 Millionen $ aus, um selbst angezeigte Umweltschäden an seinen Standorten in sieben Staaten zu beheben. Vor der Übereinkunft hatte das Unternehmen nach Auditierung von 12 Standorten, die 2004 von DuPont übernommen worden waren, der EPA über 680 Verstöße gemeldet. Im Juni 2012 stimmten DuPont und Invista in einer außergerichtlichen Einigung einer Wiedergutmachung in Bezug auf die Umweltverstöße zu.
2019 verkaufte Invista seinen Geschäftsbereich Bekleidung und hochwertige Textilen (Apparels & Advanced Textile) an den chinesischen Textilkonzern Shandong Ruyi. Dies beinhaltete die Marken Lycra, Coolmax und Thermolite; der finanzielle Aufwand betrug mehr als 2 Milliarden US-Dollar. Koch Industries blieb Minderheits-Anteilseigner bei dem hinter Lycra stehenden Unternehmen The Lycra Company. Im Juni 2022 ging Ruyis Anteil nach finanziellen Schwierigkeiten an dessen Gläubiger aus Hong Kong und Seoul.